# Megan Richter
Pour les articles homonymes, voir Richter.
Megan Richter née le 29 décembre 2000 à Birmingham, est une triathlète britannique handisport en catégorie PTS4. Elle est sacrée championne paralympique de paratriathlon lors des Jeux de Paris et championne d'Europe en 2024. Elle pratique également la natation, remportant notamment la médaille de bronze du 100 mètres dos S8 aux Championnats du monde de natation handisport 2019 à Londres.